# Gold Coast Blaze
Le Gold Coast Blaze est un club australien de basket-ball basé dans la Gold Coast. Le club a été fondé en 2007 et rejoint la National Basketball League  (le plus haut niveau en Australie) dès sa première année.

## Palmarès
néant

## Entraîneurs successifs
- 2007-2009 :  Brendan Joyce

## Joueurs célèbres ou marquants
- Pero Cameron